# Cleveland Rockers
Las Cleveland Rockers fueron un equipo de la WNBA, la liga profesional de baloncesto femenino, fundado en 1997, y que llegaron a disputar siete temporadas, desapareciendo en 2003. Las Rockers fueron una de las ocho franquicias originales que disputaron la primera temporada de la liga. El propietaro era Gordon Gund, a su vez dueño también de los Cleveland Cavaliers, franquicia hermana en la NBA. Tenían su sede en la ciudad de Cleveland, Ohio, y disputaban sus partidos en el Quicken Loans Arena, con capacidad para 20.562 espectadores.

## Historia
La ciudad de Cleveland fue una de las ocho agraciadas con una franquicia en la nueva competición profesional femenina, la WNBA, y en concreto la organización de los Cleveland Cavaliers fueron los que sacaron adelante el proyecto. Eligieron el apodo de Rockers en referencia al Salón de la Fama del Rock and Roll que se encuentra en esa ciudad. Las dos primeras jugadores en incorporarse al equipo fueron Michelle Edwards y Janice Lawrence Braxton, mientras que la gran estrella Lynette Woodard, la primera mujer en jugar con los Harlem Globetrotters, abandonaba su retiro y se incorporaba también al equipo.
La primera temporada acabaron con 15 victorias y 13 derrortas, no logrando alcanzar los playoffs. Pero al año siguiente, en la temporada 1998, lideraron la Conferencia Este en la temporada regular, con 20 victorias y 10 derrotas, pero cayeron derrotadas en las semifinales por el título ante las Phoenix Mercury.
Su mejor temporada regular fue la de 2001, en la que lograron 22 victorias por 10 derrotas, logrando un récord defensivo que aún persiste, ya que dejaron a sus rivales con un promedio de 55.9 puntos por partido. Pero volvieron a caer en la primera ronda de playoffs, en esta ocasión ante Charlotte Sting.
Tras la temporada 2003, la Gund Arena Company, propietaria de la franquicia, decidió que no seguiría en la liga, ya que querían centrarse en su franquicia masculina de los Cavaliers.

## Miembros del Hall of fame
- Lynette Woodard (Naismith Basketball Hall of Fame)

## Jugadoras destacadas
| - Mery Andrade - Lucienne Berthieu - Tully Bevilaqua - Tricia Bader Binford - Cindy Blodgett - Jenny Boucek - Rushia Brown - Helen Darling - Michelle Edwards - Isabelle Fijalkowski - Tracy Henderson - Deanna Jackson - Pollyanna Johns Kimbrough |  | - Merlakia Jones - Betty Lennox - Anita Maxwell - Suzie McConnell Serio - Chasity Melvin - Eva Nemcova - Jennifer Rizzotti - Paige Sauer - Raegan Scott - Penny Taylor - LaToya Thomas - Ann Wauters - Lynette Woodard |